# John Russell Hind
John Russell Hind (Nottingham, 12 de maio de 1823 — Richmond upon Thames, 23 de dezembro de 1895) foi um astrônomo britânico.
Começou sua carreira no Observatório de Greenwich, sob a supervisão de George Biddell Airy. Sucedeu depois William Rutter Dawes como diretor do observatório particular de George Bishop. Em 1853 se tornou superintendente do Almanaque Náutico, até 1891.
Algumas fontes referem-se a ele como John Russel Hind, com apenas um "L". Porém, no século XIX revistas astronômicas britânicas escreviam seu nome com dois "L".
O asteroide 1897 Hind foi assim batizado em sua homenagem.
| 7 Iris       | 13 de agosto de 1847   |
| 8 Flora      | 18 de outubro de 1847  |
| 12 Victória  | 13 de setembro de 1850 |
| 14 Irene     | 19 de maio de 1851     |
| 18 Melpomene | 24 de junho de 1852    |
| 19 Fortuna   | 22 de agosto de 1852   |
| 22 Kalliope  | 16 de novembro de 1852 |
| 23 Thalia    | 15 de dezembro de 1852 |
| 27 Euterpe   | 8 de novembro de 1853  |
| 30 Urania    | 22 de julho de 1854    |